# Fai rumore
Fai rumore è un singolo del cantautore italiano Diodato, pubblicato il 5 febbraio 2020 come quarto estratto dal quarto album in studio Che vita meravigliosa.
Il brano ha vinto il Festival di Sanremo 2020 e avrebbe dovuto rappresentare l'Italia all'Eurovision Song Contest 2020 a Rotterdam, manifestazione successivamente annullata a causa della pandemia di COVID-19.

## Descrizione
Il brano è stato scritto e composto dallo stesso cantautore con la collaborazione di Edwyn Roberts per la parte musicale. Il testo, secondo quanto spiegato dall'artista, è un invito a far sentire la propria umanità:
Fai rumore è stato presentato per la prima volta dal vivo durante la partecipazione di Diodato al Festival di Sanremo 2020, risultando vincitore nella serata conclusiva. Nel corso della manifestazione canora il brano è stato insignito anche del Premio della Critica "Mia Martini" e del Premio della Sala Stampa Radio-TV-Web "Lucio Dalla".

## Video musicale
Il video è stato diretto da Giorgio Testi e pubblicato in concomitanza con il lancio del singolo.

## Tracce
Testi di Antonio Diodato, musiche di Antonio Diodato e Edwyn Roberts.
1. Fai rumore – 3:36

## Successo commerciale
In Italia Fai rumore ha conquistato la vetta della Top Singoli, segnando la prima numero uno per l'artista nella classifica, e al termine dell'anno è risultato essere il 39º brano più trasmesso dalle radio.

## Classifiche

### Classifiche settimanali
| Classifica (2020–22) | Posizione massima |
| -------------------- | ----------------- |
| Croazia              | 66                |
| Italia               | 1                 |
| Lituania             | 79                |
| Svizzera             | 36                |

### Classifiche di fine anno
| Classifica (2020) | Posizione |
| ----------------- | --------- |
| Italia            | 25        |